# Trest obecně prospěšných prací
Trest obecně prospěšných prací je jeden z alternativních trestů, neboť nahrazuje trest odnětí svobody. Lze jej uložit pouze za přečin a spočívá ve vykonání prací k obecně prospěšným účelům. Ukládá se ve výměře od 50 do 300 hodin a odsouzený je povinen jej vykonat osobně a bezplatně ve svém volném čase. Vzhledem ke svému obecně prospěšnému zaměření jde o jeden z projevů tzv. restorativní justice, zároveň v sobě zahrnuje i prvky retribuce. Státu navíc ušetří nezanedbatelné finanční prostředky.
Soud tento trest neuloží, pokud jde o pachatele k výkonu tohoto trestu zdravotně nezpůsobilého nebo o pachatele, který již byl takto v době tří předcházejících let odsouzen, ale nevyhověl podmínkám trestu a ten mu musel být přeměněn na trest odnětí svobody. Také jej nemusí uložit tehdy, pokud je stanovisko pachatele k výkonu trestu negativní (v takovém případě rozhodne o uložení jiného trestu, zejména trestu odnětí svobody).

## Výkon trestu
Trest se vykonává v obvodu toho okresního soudu, ve kterém odsouzený bydlí, s jeho souhlasem může být ale vykonáván i jinde. Návrh na určení konkrétních prací podává soudu probační úředník, který také výkon trestu kontroluje a o případných nedostatcích informuje soud.

### Obecně prospěšné práce
Zákon jednoznačně určuje, že obecně prospěšnými pracemi se rozumí:
- údržba veřejných prostranství,
- úklid a údržba veřejných budov a komunikací,
- případně jiné činnosti, které budou vykonávány ve prospěch obcí, státních nebo jiných obecně prospěšných institucí; nikdy však nesmí sloužit výdělečným účelům odsouzeného.

## Důsledky nesplnění trestu
Trest obecně prospěšných prací musí odsouzený vykonat do jednoho roku od jeho nařízení. Pokud jej nevykoná, nebo pokud jej nevykonává řádně, stejně jako pokud během této doby nevede řádný život nebo neplní přiměřená omezení a povinnosti, která mu mohla být spolu s trestem uložena, může mu být přeměněn v trest odnětí svobody. Vždy se přemění jedna hodina nevykonaného trestu obecně prospěšných prací v jeden den trestu náhradního. Jen zcela výjimečně jej soud ponechá v platnosti a např. jej prodlouží či nad odsouzeným stanoví probační dohled.

## Dějiny
Trest obecně prospěšných prací byl do české justice zaveden novelou trestního zákona č. 152/1995 Sb., a to po vzoru mnoha zahraničních úprav.
Obecně prospěšné práce byly jako zvláštní trestní sankce poprvé začleněny do trestního práva ve Velké Británii zákonem o trestní justici z roku 1972 (Criminal Justice Act 1972). S ideou přišla komise pod vedením společenské reformátorky Barbary Wootton – podle pamětníků na základě novinové zprávy o tom, že v 50. letech uložil soudce v německém Darstadtu pachateli za nebezpečné řízení v rámci svého diskrečního práva, aby za trest pod vedením sester pracoval na pohotovostním oddělení místní nemocnice.